# 傷痕 (小說)
《傷痕》是復旦大學中文系一年級學生盧新華於1978年8月11日在上海《文匯報》上發表的短篇小說。

## 影響
這小說1978年8月在《文匯報》發表後，隨即引起廣泛關注，報紙甚至加印到180萬份，仍未能滿足讀者需要。《傷痕》先後被20多間省、市廣播電台播發，並獲得首屆全國優秀短篇小說獎。《傷痕》至今已經被翻譯成英、法、德、西、日、俄等十幾種文字。
這小說成為中國大陸「傷痕文學」的先聲之一，亦是「傷痕文學」這名稱的來源。

## 內容簡介
文化大革命時期，上海的王校長被張春橋定為「叛徒」，被逼舉家搬進一間暗黑的小屋。王校長的女兒王曉華受連累，失去了同學和朋友，被撤了紅衛兵的身分，更受到種種歧視和冷遇。1969年6月6日，十六歲的曉華毅然和母親及家庭徹底決裂，她離家出走，沒有畢業就參與「上山下鄉」到遼寧省臨近渤海灣的一個農村生活。
即使在農村生活，曉華仍因母親的「叛徒」身分而受到歧視，好朋友蘇小林亦受到連累。為了蘇小林的前途，曉華只好和他斷絕關係。
八年之後，四人幫下台，母親告訴她已被平反，希望她回家相見。1978年春天的除夕夜，曉華回上海與母親相見，但見到的只是醫院太平間裡一具冰冷的屍體，原來母親剛於當日早上去世。

## 小說人物
| 人物   | 簡介 |
| 王曉華 | 小說主角。1969年6月6日，十六歲的她離家出走，沒有畢業就參與「上山下鄉」到農村生活。                                     |
| 王校長 | 王曉華之母。曾被張春橋定為「叛徒」，指她在敵人的監獄裡叛變自首。被平反後，她一直盼望女兒能早點回家相聚。               |
| 蘇小林 | 從上海到遼寧省農村的男學生，王曉華的好朋友。因和王曉華的階級路線問題受牽連。王校長入院後，曾冒著嚴寒趕到醫院去探望她。 |